# 小宮邦安
小宮 邦安（こみや くにやす）は、日本の実業家。神奈川県小田原市出身。株式会社テレビ神奈川特別顧問・元代表取締役社長。

## 人物・経歴
神奈川県小田原市出身。神奈川県立小田原高等学校卒業。上智大学文学部新聞学科卒業。大学卒業後、株式会社テレビ神奈川に入社。その後、同社報道部長、東京支社次長、取締役営業本部長等を経て、2008年に同社代表取締役社長（7代目）に就任。同社初のプロパー（生え抜き）としての社長就任となった。その後、同社特別顧問や公益財団法人放送番組センター理事等を歴任。